# The Armageddon Factor
A The Armageddon Factor a Doctor Who sorozat 103. része, amit 1979. január 20. és február 24. között adtak hat epizódban. Ez az "Idő Kulcsa" nevű történetív utolsó része.
Ebben a részben jelenik meg Mary Tamm, mint Romana először ismert inkarnációja. Továbbá egy időre a rész után nem lehetett hallani John Leeson K9 hangjaként.

## Történet
A Tardis az Atrios bolygóra érkezik. A bolygó harcban áll a szomszédos Zeos bolygóval, s a megszállott marsalljuk még a reménytelen háborút erőlteti. De a marsall nem akaratából erőlteti... A Doktor, Astra hercegnő, és még páran megpróbálnak békét kötni, s ennek érdekében a Doktor elmegy a Zeosra is, de ott azonban senkit sem talál. Az egész ügy a Fekete Őrző (és ügynökének) csele, aki minden áron meg szeretné kaparintani az Idő Kulcsát...
Miután a dolgok elsimultak, a Doktor és Romana készek átadni a Fehér Őrzőnek az Idő Kulcsát. A Tardis képernyőjén az Őrző meg is jelent és azt akarná az Őr, hogy titokban aktiválja a kulcsot. De a Doktor kivallatta, hogy igazából nem a Fehér, hanem a Fekete Őrző jelent meg a képernyőn, s a Doki egyből szétszedte a Kulcsot. Ezután a Doktor menekülésből a Tardis véletlen-generátorát alkalmazza.

## Epizódlista
| Epizódok sorszáma | Bemutató napja    | Hossza | Nézők száma (millió) |
| ----------------- | ----------------- | ------ | -------------------- |
| 1.                | 1979. január 20.  | 24:39  | 7,5                  |
| 2.                | 1979. január 27.  | 23:56  | 8,8                  |
| 3.                | 1979. február 3.  | 25:03  | 7,8                  |
| 4.                | 1979. február 10. | 25:09  | 8,6                  |
| 5.                | 1979. február 17. | 24:42  | 8,6                  |
| 6.                | 1979. február 24. | 25:09  | 9,6                  |

## Könyvkiadás
A könyvváltozatát 1980. június 26-án adták ki. Írta Terrance Dicks.

### Fordítás
- Ez a szócikk részben vagy egészben  a   The_Armageddon_Factor című angol Wikipédia-szócikk fordításán alapul.  Az eredeti cikk szerkesztőit annak laptörténete sorolja fel. Ez a jelzés csupán a megfogalmazás eredetét és a szerzői jogokat jelzi, nem szolgál a cikkben szereplő információk forrásmegjelöléseként.